# ФК Перуђа
ФК Перуђа (итал. Associazione Calcistica Perugia Calcio) је италијански фудбалски клуб из Перуђе. Тренутно се такмичи у Серији Б, другом нивоу италијанског фудбала. Перуђа је основана 1905. године, а највећи успеси Перуђе су друго место у Серији А 1979. године, и освајање Интертото купа 2003. године.

## Успеси
- Серија А
  - Другопласирани (1): 1978/79.
- Серија Б
  - Првак (1): 1974/75.
- Интертото куп
  - Освајач (1): 2003.

## Перуђа у европским такмичењима
| Сезона  | Такмичење     | Коло       | Земља                                            | Клуб           | Резултат |
| ------- | ------------- | ---------- | ------------------------------------------------ | -------------- | -------- |
| 1976    | Митропа куп   | Група      | Социјалистичка Федеративна Република Југославија | Вележ Мостар   | 2:4, 0:0 |
|         |               | Група      | Аустрија                                         | Аустрија Беч   | 0:0, 1:0 |
| 1978    | Митропа куп   | Група      | Социјалистичка Федеративна Република Југославија | Партизан       | 2:1, 0:4 |
|         |               | Група      | Чехословачка                                     | Збројовка Брно | 0:0, 1:0 |
| 1979/80 | Куп УЕФА      | 1. коло    | Социјалистичка Федеративна Република Југославија | Динамо Загреб  | 1:0, 0:0 |
|         |               | 2. коло    | Грчка                                            | Арис           | 1:1, 0:3 |
| 1999    | Интертото куп | 2. коло    | Северна Македонија                               | Победа Прилеп  | 1:0, 0:0 |
|         |               | 3. коло    | Турска                                           | Трабзонспор    | 1:3, 2:1 |
| 2000    | Интертото куп | 2. коло    | Белгија                                          | Стандард Лијеж | 1:2, 1:1 |
| 2002    | Интертото куп | 3. коло    | Њемачка                                          | Штутгарт       | 2:1, 1:3 |
| 2003    | Интертото куп | 3. коло    | Финска                                           | Алианси        | 2:0, 2:0 |
|         |               | Полуфинале | Француска                                        | Нант           | 1:0, 1:0 |
|         |               | Финале     | Њемачка                                          | Волфсбург      | 1:0, 2:0 |
| 2003/04 | Куп УЕФА      | 1. коло    | Шкотска                                          | Данди          | 1:0, 2:1 |
|         |               | 2. коло    | Грчка                                            | Арис           | 2:0, 1:1 |
|         |               | 3. коло    | Холандија                                        | ПСВ Ајндховен  | 0:0, 1:3 |

## Занимљивост
Председник Перуђе између 1991. и 2004. године, Лућано Гаучи, покушао је да доведе у клуб два женска фудбалера: нападаче Хану Љунгберг и Биргит Принц. То му није пошло за руком, али је зато довео Саадија ел Гадафија, сина бившег либијског лидера Моамера ел Гадафија.

## Познати бивши играчи
- Паоло Роси
- Фабрицио Раванели
- Ђенаро Гатузо
- Марко Матераци
- Фабио Гросо
- Анђело ди Ливио
- Дарио Хубнер
- Милан Рапаић
- Зисис Вризас
- Хидетоши Наката
- Ан Јунг-Хван
- Жељко Калац